# 中島みどり
中島みどり（なかじま みどり、1939年 - 2001年）は、日本の中国文学者。

## 経歴
1939年、大阪府生まれ。京都大学文学部卒。同大学院博士課程満期退学。大阪女子大学学芸学部教授、京都産業大学教授。夫は中国文学者の中嶋長文。

## 著書
- 『中国詩文選2　詩経』 筑摩書房、1983
- 『頃筐集 中国文学論集』 朋友書店、2011

## 翻訳
- 「書経」小南一郎、中島長文共訳 『世界文学全集 第3』筑摩書房、1970
- 『丁玲の自伝的回想』編訳 朝日選書、1982
- 楊絳『幹校六記 〈文化大革命〉下の知識人』みすず書房、1985
- 銭鍾書『結婚狂詩曲』 荒井健、中島長文共訳　岩波文庫 1988
- 聞一多『中国神話』訳注 平凡社〈東洋文庫〉、1989
- 楊絳『風呂』みすず書房、1992
- 『お茶をどうぞ 楊絳エッセイ集』平凡社、1998
- 劉向『列女伝』全3巻 訳注 平凡社〈東洋文庫〉、2001